# خوان کارلوس سانچز
خوان کارلوس سانچز (انگلیسی: Juan Carlos Sánchez؛ زادهٔ ۱ سپتامبر ۱۹۵۶) بازیکن فوتبال اهل آرژانتین است.
وی همچنین در تیم ملی فوتبال بولیوی بازی کرده‌است.